# فوژرویل، کبک
فوژرویل (به فرانسوی: Fugèreville) شهری در منطقه شهری تمیسکامنگ ناحیه آبیتیبی-تمیسکامنگ در استان کبک کانادا است. در سرشماری سال ۲۰۱۱ این شهر ۳۴۸ نفر جمعیت داشته‌است و مساحت آن ۱۶۳٫۷۹ کیلومتر مربع است.